# サンタの工房 (映画)
『サンタのおもちゃ工房』は、ウィルフレッド・ジャクソン監督によるディズニーの短編映画で、1932年12月10日にシリー・シンフォニーシリーズとして公開された 。 サンタクロースとその妖精たちがサンタの工房でクリスマスの準備をする様子が描かれている。 続編の『クリスマス・イブ』は、1823年の詩『聖ニコラスの訪問』に部分的に基づいており、翌年に制作され、サンタが9人の子供たちがいる家を訪れる様子を描いている。
スウェーデンとノルウェーでは、 「サンタのおもちゃ工房」は伝統的にクリスマスイブに放映されるクリスマステレビ特別番組「From All of Us to All of You」に取り上げられている。 ディズニーの主導により、ピカニニー人形やユダヤ人人形など、様々な民族的ステレオタイプを描いたシーンが映画からカットされ、スウェーデンとデンマークで多くの世論の批判を招いた。
フランツ・シューベルトの軍隊行進曲が劇中歌に用いられている。

## あらすじ
歌いながらサンタのそりとトナカイを掃除し、クリスマス・イブにそりに乗る準備をしている妖精たち。 サンタクロースは工房で、男の子と女の子から届いたおもちゃを求める手紙に目を通す。 サンタクロースの小さなお手伝いさんたちは、おもちゃの完成を急ぐ。おもちゃは命を吹き込まれ、サンタクロースの袋に入れられ、サンタクロースは世界中を回る旅に出る。

## 声の出演
- サンタクロース：ウォルター・ガイガー
- ノーム ：ジェシー・デロス・ジュークス
- サンタの秘書： ピント・コルヴィグ
- サンタの助っ人： ウォルト・ディズニー